# مجارشین
مجارشین یکی از روستاهای استان آذربایجان شرقی است که در دهستان گنبرف بخش مرکزی شهرستان اسکو واقع شده است. جمعیت این روستا در حال حاضر ۱۳۰۰ نفر می‌باشد.
مجارشین از نظر وضع طبیعی یکی از روستاهای دیدنی شهرستان اسکو، روستایی کوهستانی با خانه‌های پلکانی است و دارای جاده آسفالته با شهر  اسکو  می‌باشد.
روستای مجارشین همچنین محل تلاقی دو جاده اسکو به گنبرف و همچنین آذرشهر به گنبرف می‌باشد که از این لحاظ نیز از موقعیت بسیار ممتازی نسبت به روستاهای اطراف خود دارا می‌باشد.
کوه اوریان (اوریان داغی) مرتفع‌ترین نقطه روستا می‌باشد که ارتفاع قله آن ۲۸۵۰ متر می‌باشد.

## وجه تسمیه
« «مجارشین»، در اصل «میرزانشین» (میرزه رشین) و به معنای اقامتگاه امیرزادگان و بزرگان بوده‌است.

## پیشینه
اگر چه از پیشینه این روستا اطلاع دقیقی نیست اما آثار باستانی از دوران‌های تاریخی پس از اسلام در این روستا وجود دارد.

### گورستان تاریخی مجارشین
یکی از مناطق تاریخی روستا، گورستان تاریخی مجارشین هست که در آن سنگ قبرها دارای نوشته‌هایی به زبان عربی هستند که نشان دهنده رواج نوشتن زبان عربی در زمان‌های دور در این روستا می‌باشد. این گورستان نیز از آثار به جا مانده از دوران‌های تاریخی پس از اسلام می‌باشد.

### بوشلار
یکی دیگراز این آثار بوشلار (خانه‌های صخره‌ای تاریخی مجارشین) می‌باشد. این خانه‌ها، صخره‌ای و در دل کوه کنده شده‌اند و دارای طاقچه‌هایی هستند که نشان از زندگی انسان‌ها در این محل در گذشته‌های دور دارد.

### مسجد صخره‌ای مجارشین
مسجد صخره‌ای مجارشین مربوط به سده‌های میانی و متاخر دوران‌های تاریخی پس از اسلام است و در تاریخ ۶ اسفند ۱۳۸۵ با شمارهٔ ثبت ۱۷۵۰۶ به‌عنوان یکی از آثار ملی ایران به ثبت رسیده‌است.

## جاذبه‌های گردشگری

برکه گوگلی

آبشاری در مجارشین

این روستا علاوه بر آثار تاریخی ذکر شده به علت وجود انبوهی از درختان و چشمه‌های فراوان که بعضی از آن‌ها جزء چشمه‌های آب معدنی می‌باشد و عبور رودخانه گنبر چایی از کنار آن از طبیعت بسیار زیبایی برای گردشگری برخوردار است.
از دیگر جاهای دیدنی این روستا برکه گوگلی در دامنه کوه چانگیل می‌باشد.
معروفترین چشمه‌های مجارشین عبارت است از: مهیر چشمه سی، آغ بولاغ چشمه سی، رستم چشمه سی، قویی چشمه

## اقتصاد

سیب زمینی مشهور مجارشین

مهمترین منبع درآمد اهالی روستای مجارشین فروش محصولات کشاورزی از جمله گردو، گل محمدی و بیدمشک خام و… می‌باشد. همچنین فروش شیر تولید شده از دام سنگین و سبک یکی دیگر از منابع درآمدی روستا هستند که همگی این‌ها در فصل بهار و تابستان صورت می‌گیرد. اما در فصل زمستان قالی بافی و فروش آن مهم‌ترین منبع درآمد اهالی این روستا می‌باشد.

## شیوه مالکیت و بهره‌برداری ارضی

چایلاخ‌های روستای مجارشین

با توجه به این که بیشتر روستاهای ایران قبل از اصلاحات ارضی به شیوه ارباب رعیتی یا نظام اربابی و به وسیلهٔ ارباب یا خان اداره می‌شدند، بر خلاف آن‌ها شیوه مالکیت و بهره‌برداری ارضی در روستای مجارشین به صورت «خرده مالکی» اداره می‌شد و ارباب یا خان وجود نداشت و مردم خودشان مسئول اداره روستا و مالکیت زمین بودند. در این شیوه از بهره‌برداری ارضی، مالکیت زمین زراعی به دست بهره‌بردار بود و بهره‌بردار یا همان خرده مالک که بیشتر رئیس خانوار نیز بود در زمین خود به همراه خانواده به فعالیت زراعی می‌پرداختند.

## محصولات کشاورزی مجارشین
عمده‌ترین محصولات زراعی روستای مجارشین گندم، جو، یونجه، نخود، سیب زمینی، خیار و… می‌باشد.
همچنین عمده‌ترین محصولات باغی روستای مجارشین گردو، بادام، سیب، آلبالو، زردآلو، آلوچه، آلو، گل محمدی و… می‌باشد.

## جمعیت
براساس سرشماری ۱۳۸۵ تعداد خانوار این روستا ۲۶۷ و جمعیت آن ۱۰۷۸ نفر بود که از این تعداد ۵۴۰ نفر مرد و ۵۳۸ نفر زن بودند. همچنین جمعیت کل باسوادان روستا ۸۰۰ نفر بوده که از این تعداد جمعیت مردان باسواد ۴۲۵ نفر و جمعیت زنان باسواد ۳۷۵ نفر بوده‌است. بر اساس سرشماری ۱۳۹۰، این روستا ۳۰۴ خانوار دارد.

## آب و هوا

طبعت مجارشین در فصل برداشت گل محمدی

این روستا به علت واقع شدن در یک منطقه کوهستانی و ییلاقی دارای آب و هوایی معتدل در تابستان‌ها و آب و هوای سرد در زمستان‌ها می‌باشد. میزان بارندگی سالیانه در این روستا به‌طور متوسط ۶۰۰–۷۰۰ میلی‌متر است.

## سد مجارشین

مهیر چشمه سی مجارشین

سد مجارشین، سدی است مخزنی باارتفاع ۲۴ متر، ۶ متر پی و ۱۸ متر ارتفاع تاج و با سنگ و ملات ساخته می‌شود. حجم تنظیمی این سد در حدود ۱۵۰ هزار متر مکعب و حوزه سد با مساحت تقریبی ۵ کیلومتر مربع بوده و دبی سیلاب آن ۵ متر مکعب در ثانیه می‌باشد. این سد برای تأمین آب کشاورزی ۵۰ هکتار از اراضی پایین دست آن ساخته می‌شود. همچنین این سد برای کنترل سیلاب‌های آغ دره در حال ساخت می‌باشد.

## موقعیت جغرافیایی
مجارشین در عرض جغرافیایی ۳۷ درجه و ۴۴ دقیقه و طول جغرافیایی ۴۶ درجه و ۹ دقیقه واقع شده‌است و ارتفاع آن از سطح دریا، ۲۰۵۰ متر می‌باشد.
مساحت روستای مجارشین ۱۶۰ هزار متر مربع می‌باشد. همچنین فاصله این روستا با شهر اسکو ۳۰ کیلومتر و با شهر آذرشهر ۲۰ کیلومتر می‌باشد.
- ارتفاع کوه اوریان: ۲۸۵۰ متر
- ارتفاع آناخاتون: ۲۸۲۰ متر
- ارتفاع چانگیل: ۲۵۵۰ متر
- ارتفاع یکه سورا: ۲۱۷۰ متر

## نمونه مکانهای جغرافیایی مجارشین
«مهیر»، «چانگیل»، «پرزو وای گوزائی»، «رستم چشمه سی»، «گوللی»، «قدیر آلی قبرستانی»، «یکه سورا»، «بوشلار»، «قوشا گل»، «کورا گل»، «سقی قیه»، «چاخماق داشلی»، «زینه لر»

## نگارخانه

گورستان تاریخی مجارشین
مسجد کرامت
تصویر ماهواره‌ای ده سال پیش سال مجارشین(۲۰۰۳)
مهیر چشمه سی
طبعت ریبای مجارشین در فصل برداشت گل محمدی